# Synagoge (Boppard)
Die Synagoge Boppard ist eine ehemalige Synagoge in Boppard. Seit 2002 ist sie Teil des UNESCO-Welterbes Oberes Mittelrheintal.

## Erbauung

Am 30. Juli 1853 wurde von den Bopparder Juden eine Synagogengemeinde gegründet. Im Jahre 1862 wurde von dieser Gemeinde in der Bingergasse ein altes Haus mit Hofraum für die Summe von 462 Talern zum Bau einer Synagoge angekauft. Der Kaufpreis wurde durch eine freiwillige Umlage vom Jahre 1857 bis hierher unter den jüdischen Familien mit je 10 Silbergroschen pro Monat gedeckt. Zudem erbrachten die Juden aus ihren besonderen Mitteln 500 Taler. Eine Kollekte in der Stadt brachte weitere 120 Taler zusammen. Die Stadt selbst gab zu dem Bau in zwei Raten 500 Taler hinzu. Mit diesen Mitteln begann der Bau, der im August 1867 vollendet und am 6. September 1867 eingeweiht wurde.
Aus dem bis dahin als Synagoge dienenden Zimmer in der Rheingasse kamen Vorsteher der Gemeinde mit den Zehn Geboten oder der Torarolle und folgten dem Rabbiner mit dem Gemeinderat der Stadt zur neuen, mit grünen Maien und Fahnen geschmückten Synagoge. Ben Israel, der Rabbiner aus Koblenz, hielt die Festrede und leitete den ersten Gottesdienst. Nachmittags war im Casino, dem damaligen Gesellschaftshaus, das der Treffpunkt der liberalen bürgerlichen Kreise von Boppard war, ein Mittagessen mit Musikveranstaltung. Ein Ball schloss die Feierlichkeit ab.

## Zerstörung der Synagoge
Am frühen Abend des 10. November 1938 wurde die Synagoge von SA-Männern geplündert. Die Kultgegenstände des Bethauses, insbesondere der Thoraschrein sowie ein Teil der Inneneinrichtung, wurden zerstört auf den Vorhof geworfen, mit Benzin übergossen und angesteckt. Die Synagoge selbst wurde wegen der Nähe der umliegenden Häuser nicht angezündet. Damit setzte in Boppard die „Reichspogromnacht“ ein. Am Samstag, dem 12. November 1938 wurden die von der Polizei in Schutzhaft genommenen Juden in einem geschlossenen Zug zur Synagoge geführt, um dort nicht nur die zerstörten Gegenstände auf dem Hof zu Kleinholz zu zerhacken, sondern auch ihr Gotteshaus weiter zu demontieren. So wurden an diesem Tag die Säulen, die den Frauenbalkon trugen, durchgesägt, ein Teil der Wandbekleidung abgerissen und die Fußbodenplatten zerschlagen.
Diese letztendlich demütigende Hauptzerstörung der Synagoge wurde von den Juden unter Androhung von Waffengewalt zwei Tage nach der „Reichspogromnacht“ abverlangt. Mit diesen Novemberausschreitungen begann nach einer langen Zeit der Diskriminierung, der Schikanen und des Terrors der Weg in den Holocaust.

## Restaurierung der ehemaligen Synagoge

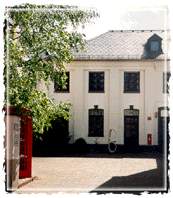
Das Gebäude heute

Die geplünderte und zerstörte Synagoge wurde Jahrzehnte später wieder ins Bopparder Stadtbild integriert.
Von Augenoptikermeister Robert Holz wurde das Gebäude 1990 erworben und nach zusammengetragenen alten Unterlagen und Informationen mit viel Verständnis, Geschick und Einfühlungsvermögen für die Historie des Hauses ausschließlich mit Eigenmitteln renoviert und restauriert.
Das Gebäude wurde nach 1938 zunächst bis 1951 von Katharina Kaufmann, der christlichen Witwe des zuletzt im Wohnhaus der Synagoge lebendem jüdischen Viehhändlers Emil Kaufmann bewohnt. 1951 nach dem Verkauf durch die jüdische Gemeinde Koblenz an den Schreiner Breitbach wurde es als Schreinerei genutzt. Bei dem Umbau zur Schreinerei verlor das Gebäude sein bis dato unverändert erhalten gebliebenes markantes Aussehen. Ein Turmaufsatz und die Front mit den prägenden drei hohen Bogenfenstern des Versammlungssaales verschwanden mit dem Umbau.
Bei der Restaurierung des Synagogengebäudes wurde von Herrn Holz darauf geachtet, dass das Gebäude in seiner ursprünglichen Bestimmung wieder erkennbar wurde. Es war zwar nicht möglich, das frühere Erscheinungsbild vollständig wiederherzustellen, jedoch wurde durch visuelle Verweise geschickt auf die Vergangenheit hingewiesen. Hierzu gehören Bleiverglasungen, die die markanten Bögen der drei Synagogenraumfenster in Erinnerung bringen, gemeißelte Schlusssteine mit Davidstern, Jahreszahl der Einweihung und der Zerstörung sowie die Menora über den heutigen Fenstern des einstigen Versammlungsraumes. Mit grob renovierten Teilstücken wird auf die einstige Zerstörung geschickt verwiesen.
Es entstand ein „Denk-Mal“, zu dem nicht nur die Spuren der Erbauung und Zerstörung gehören, sondern auch die der Umnutzung und des Umbaus, die zum „Lebensschicksal“ des Hauses gehören. Für Robert Holz war es sehr wichtig, mit der Renovierung auch die Geschehnisse nach 1945 zu dokumentieren. Hierzu gehört die Nutzung als Schreinerei von 1951 bis 1979 genauso wie der Umbau zum Wohnhaus von 1980 bis 1984.

## Nutzung der ehemaligen Synagoge

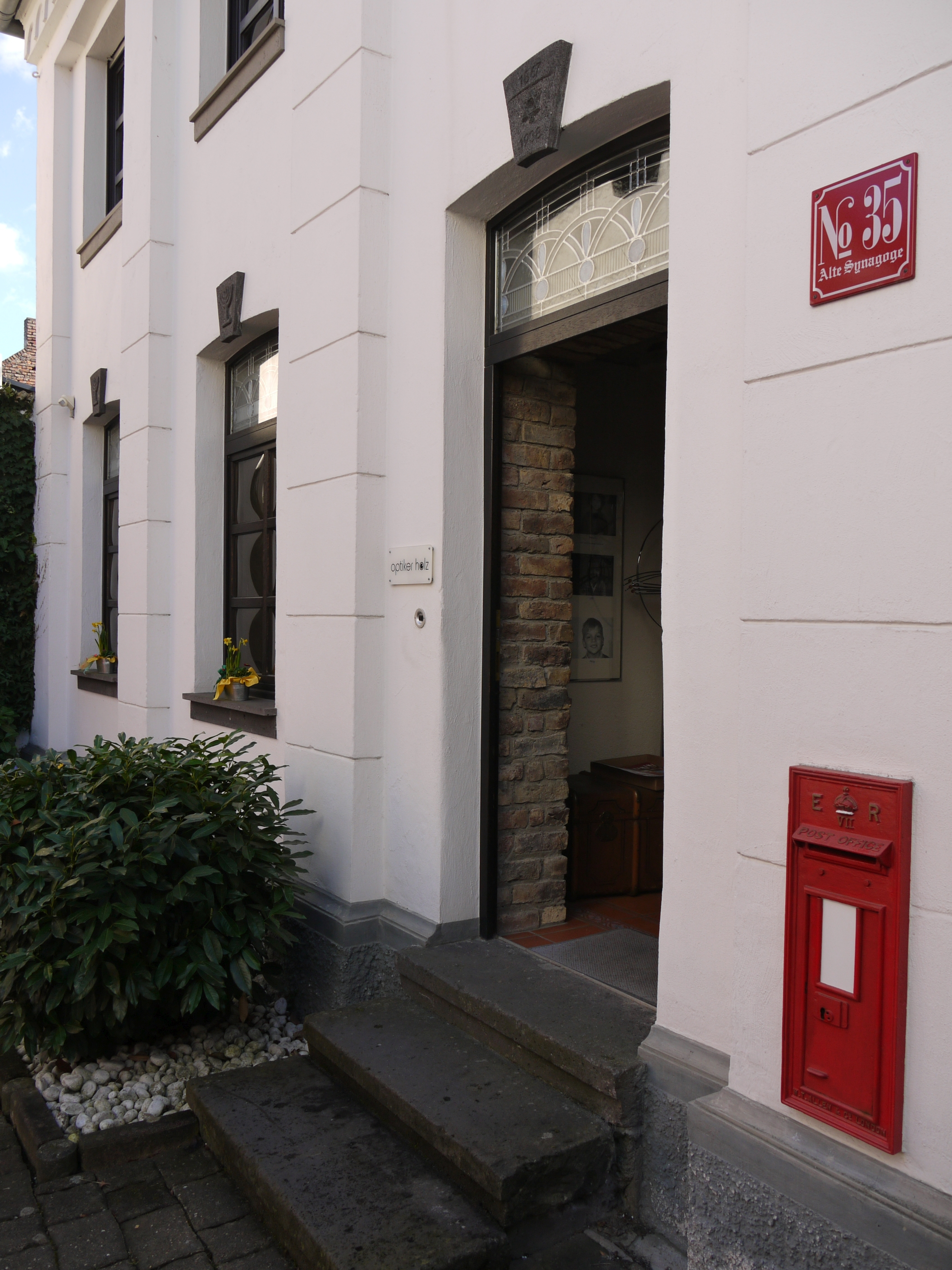
Eingang der ehemaligen Synagoge von Boppard

Die ehemalige Synagoge wird in Kombination als Wohn- und Geschäftshaus genutzt. Die oberen Stockwerke werden seit 1991 von der Familie Robert Holz bewohnt.
Von 1994 bis 2004 war in der unteren Ebene des Gebäudes eine Kunstgalerie mit dem Namen „opti art Galerie“, in der regelmäßige Ausstellungen unter dem Motto „Kunst vor Augen“ gezeigt wurden. Im April 2000 wurde der augenoptische Fachbetrieb „optiker holz“, der seit 1985 seinen Betriebssort in Oberwesel hatte, in die Räume der Synagoge verlegt. Hierzu wurden Ende 1999 die Räumlichkeiten für die neuen Gegebenheiten verändert. Von 2003 bis 2015 hatte der Kunstverein Mittelrhein e. V. (KM 570) den Geschäftssitz in der ehemaligen Synagoge. Heute beherbergt die ehemalige Synagoge den augenoptischen Fachbetrieb.